# Championnat du Costa Rica de football 1976-1977
Navigation
Saison précédente Saison suivante
La Primera División 1976-1977 est la cinquante-cinquième édition de la première division costaricienne.
Lors de ce tournoi, le Deportivo Saprissa a conservé son titre de champion du Costa Rica face aux onze meilleurs clubs costariciens.
La saison était divisée en trois phases, lors de la première phase, chacun des onze clubs participant était confronté quatre fois aux dix autres équipes, puis les cinq meilleures se sont affrontées deux fois de plus, et enfin, les deux premières se sont encore affrontées deux fois de plus. De la même manière les six dernières équipes plus l'AD San Carlos qui a été intégré après la première phase se sont affrontées à deux reprises et les trois dernières ont été reléguées.
Seulement deux places étaient qualificatives pour la Coupe des champions de la CONCACAF, places également qualificatives pour la Coupe de la fraternité.

## Les 12 clubs participants
| \| San José: Deportivo México Deportivo Saprissa Universidad / LD Alajuelense CS Cartagines AD Guanacasteca CS Herediano Limón North. I San José Municipal Puntarenas AD Ramonense AD San Carlos I San José Municipal Turrialba I San José \| Localisation des clubs engagés dans le championnat. |
| San José: Deportivo México Deportivo Saprissa Universidad / LD Alajuelense CS Cartagines AD Guanacasteca CS Herediano Limón North. I San José Municipal Puntarenas AD Ramonense AD San Carlos I San José Municipal Turrialba I San José                                                           |

| Club                 | Stade                        | Capacité          | Ville          |
| LD Alajuelense       | Stade Alejandro Morera Soto  | 17 900            | Alajuela       |
| CS Cartagines        | Stade José Rafael Meza       | 13 500            | Cartago        |
| AD Guanacasteca      | Stade Chorotega              | 4 000             | Nicoya         |
| CS Herediano         | Stade Eladio Rosabal Cordero | 8 100             | Heredia        |
| Limón Northern       | Stade Juan Gobán             | 3 000             | Puerto Limón   |
| Deportivo México     | Stade inconnu                | Capacité inconnue | Guadalupe      |
| Municipal Puntarenas | Stade Lito Pérez             | 4 100             | Puntarenas     |
| AD Ramonense         | Stade Carlos Roldan          | 5 000             | San Ramón      |
| AD San Carlos        | Stade Carlos Ugalde Álvarez  | 5 600             | Ciudad Quesada |
| Deportivo Saprissa   | Stade Ricardo Saprissa       | 23 100            | San José       |
| Municipal Turrialba  | Stade Rafael Ángel Camacho   | 4 500             | Turrialba      |
| Universidad          | Stade Ecológico              | 1 800             | San José       |

## Compétition
Les cinq meilleures équipes après les 40 premiers matchs joue les 8 matchs suivants, puis les deux meilleures équipes s'affrontent deux fois de plus. Les six dernières après les 40 premiers matchs joue les 8 matchs suivants et l'AD San Carlos joue 12 matchs supplémentaires et les trois derniers du classement sont relégués en Segunda División.
Le classement est établi sur l'ancien barème de points (victoire à 2 points, match nul à 1, défaite à 0).
Le départage final se fait selon les critères suivants :
- Le nombre de points.
- La différence de buts générale.
- La différence de buts particulière.
- Le nombre de buts marqué.

### Classement
| Rang | Équipe                   | Pts | J  | G  | N  | P  | Bp | Bc | Diff |
| ---- | ------------------------ | --- | -- | -- | -- | -- | -- | -- | ---- |
| 1    | Deportivo Saprissa (T)   | 66  | 50 | 24 | 18 | 8  | 84 | 39 | +45  |
| 2    | CS Cartagines            | 65  | 50 | 24 | 17 | 9  | 73 | 35 | +38  |
| 3    | CS Herediano             | 59  | 48 | 21 | 17 | 10 | 61 | 42 | +19  |
| 4    | Deportivo México         | 50  | 48 | 17 | 16 | 15 | 54 | 49 | +5   |
| 5    | LD Alajuelense           | 56  | 48 | 23 | 10 | 15 | 66 | 44 | +22  |
| 6    | AD Ramonense             | 46  | 52 | 16 | 14 | 22 | 54 | 74 | -20  |
| 7    | Municipal Puntarenas (P) | 45  | 51 | 16 | 13 | 22 | 61 | 72 | -11  |
| 8    | AD Guanacasteca          | 56  | 52 | 20 | 16 | 16 | 66 | 55 | +11  |
| 9    | Limón Northern           | 30  | 52 | 10 | 10 | 32 | 49 | 99 | -50  |
| 10   | Municipal Turrialba      | 45  | 51 | 17 | 11 | 23 | 62 | 76 | -14  |
| 11   | AD San Carlos,           | 12  | 12 | 3  | 6  | 3  | 11 | 15 | -4   |
| 12   | Universidad              | 36  | 52 | 12 | 12 | 28 | 55 | 96 | -41  |

| Légende : Qualifications et relégations | Légende : Qualifications et relégations                                                                                |
| --------------------------------------- | --- |
|                                         | Coupe des champions de la CONCACAF 1978 (1er Tour de qualification) Coupe de la fraternité 1978 (en) (Phase de groupe) |
|                                         | Relégué en Segunda División                                                                                            |
|                                         | (T) : Tenant du titre (P) : Promu de la saison 1975-1976                                                               |

## Bilan du tournoi
| Tableau d'Honneur |                    |
| Compétition       | Vainqueur          |
| Primera División  | Deportivo Saprissa |
| Torneo de Copa    | LD Alajuelense     |

| Qualifications continentales 1977-1978 |                                  |
| Coupe des champions de la CONCACAF     | Qualifiés                        |
| Premier tour de qualification          | Deportivo Saprissa CS Cartagines |
| Coupe de la fraternité                 | Qualifiés                        |
| Phase de groupe (en)                   | Deportivo Saprissa CS Cartagines |

| Promotions et relégations   |                                               |
| Relégué en Segunda División | Municipal Turrialba AD San Carlos Universidad |
| Promu de Segunda División   | Aucun                                         |

## Statistiques

### Meilleur buteur
- Miguel Mansilla (Deportivo Saprissa) 25 buts